# Anglezarke
Anglezarke is een civil parish in het bestuurlijke gebied Chorley, in het Engelse graafschap Lancashire met 23 inwoners.

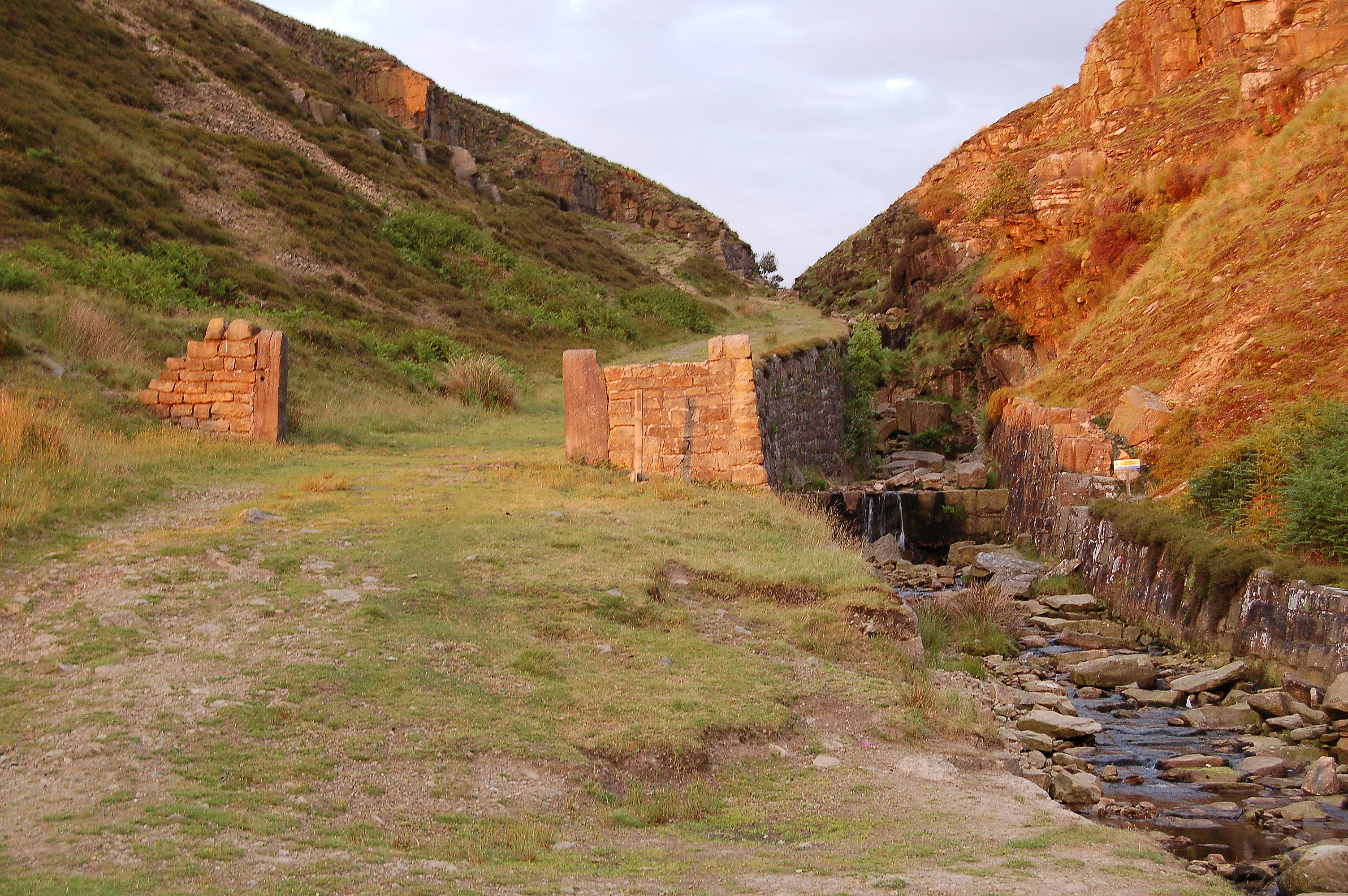
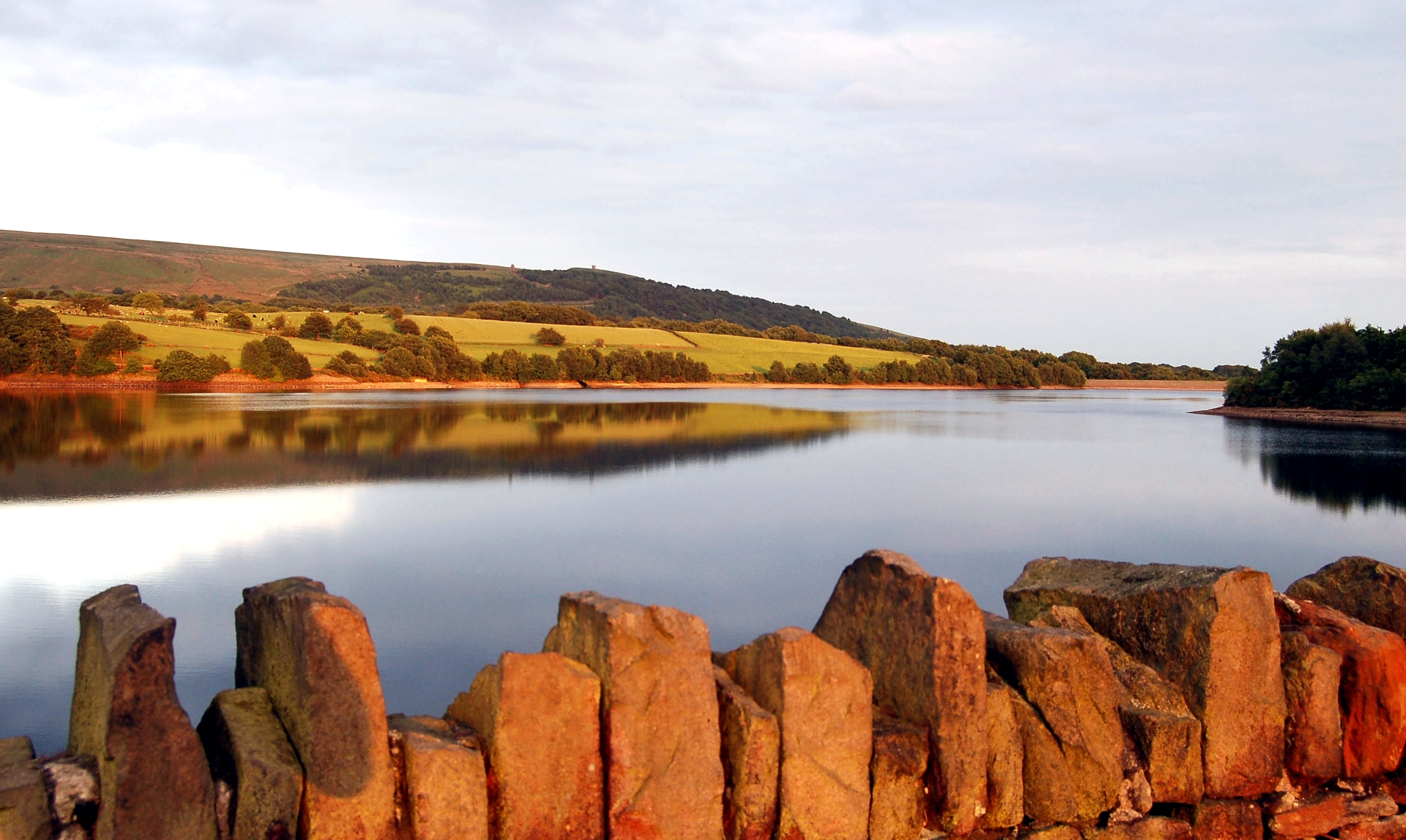